# Rimski konzul
Konzul (latinsko: consul), najvišji izvoljeni politični funkcionar (magistrat) Rimske republike.
Rimski senat je vsako leto istočasno izvolil dva konzula z enoletnim mandatom. Konzula sta se vsak mesec menjavala in imela pravico veta nad vsemi svojimi kolegi. Po ustanovitvi Rimskega cesarstva so konzuli postali  samo simbolični predstavniki rimske republikanske zapuščine z zelo malo pooblastil in ugleda, ker je vlogo najvišjega vladarja prevzel cesar. 
Konzuli, ki so bili na položaju 1. januarja, so se imenovali redni konzuli (consules ordinarii, ednina: consul ordinarius) in imeli to čast, da se je po njih imenovalo tekoče leto.  

## Zgodovina

### Republika
Po legendarnem izgonu zadnjega etruščanskega kralja Lucija Tarkvinija Superba in propadu Rimskega kraljestva je večina kraljevih civilnih in vojaških ustavnih pooblastil navidezno prešla na novoustanovljene konzule. Njihov prvotni naziv je bil pretor (vodja), ker so opravljali dolžnosti visokih vojaških poveljnikov. V konzule so se preimenovali leta 305. 
Njihov naziv izhaja iz latinske besede consulere, ki pomeni posvetoveti se.  Mnenje, da so delovali neprekinjeno od same ustanovitvi republike leta 509 pr. n. št., je napačno, ker je bilo v 5. stoletju pr. n. št. njihovo delovanje prekinjeno. V 440. letih pr. n. št. so jih precej pogosto nadomeščali konzulski tribuni, katere so izvolili v obdobjih, ko je morala država zaradi vojaških potreb imeti več kot dva konzula. Konzulski tribuni so bili ukinjeni leta 367 ali 366 pr. n. št..
V obdobjih miru so imeli konzuli široka pooblastila v državni upravi, zakonodaji in sodstvu, v vojnih časih pa so zasedali najvišje vojaške poveljniške položaje. Med njihove verske obveznosti so spadali nekateri obredi, katere so zaradi uradno velike pomembnosti lahko vodili samo najvišji državni funkcionarji. Zadolženi so bili tudi za branje avgurjev pred odhodom vojske na bojišče.
Vsako leto so izvolili dva konzula, ki sta služila skupaj. Imela sta pravico veta na delovanje drugega, kar je bilo skladno z načeli magistratur. Na položaj konzula so bili prvotno lahko izvoljeni samo patriciji. Volila jih je centurijska skupščina (comitia centuriata), ki je imela aristokratsko usmerjeno volilno strukturo, katera se je s časom še okrepila. Konzuli so svoje položaje uradno zasedli šele potem, ko je njihovo izvolitev potrdila višja kurijska skupščina (comitia curiata) in jo uzakonila s posebnim zakonom lex curiata de imperio.
Konzulski položaj je bil  do leta 367 pr. n. št.  rezerviran samo za patricije. Tega leta so plebejci z zakonom Lex Licinia Sextia dobili pravico do enega od dveh konzulskih položajev. Prvi plebejski konzul je bil Lucij Sekstij, ki je bil izvoljen že naslednje leto, za njim pa je bilo do konzula Cicera leta 63 pr. n. št. kljub zakonu izvoljenih samo 15 plebejskih konzulov. Sodobni zgodovinarji zato dvomijo v tradicionalna mnenja o plebejski  enakopravnosti v zgodnji Republiki in da je imelo pred Sekstijem trideset odstotkov konzulov plebejska in ne patricijska imena. Možno je, da gre za napako v časovnem zaporedju, eden od prvih konzulov, Lucij Junij Brut, pa je bil  vsekakor iz plebejske družine. Druga možna razlaga je, da je med  socialnimi  nemiri v 5. stoletju pr. n. št. položaj konzula monopolizirala patricijska elita.
V vojnih časih so od konzulov pričakovali predvsem vojaške veščine in sloves, vendar je njihova izbira v vsakem primeru imela politični naboj. Položaj konzula je postopoma postal normalna zaključna stopnja niza političnih položajev cursus honorum, za katerimi so se gnali ambiciozni Rimljani. Ko je cesar Lucij Kornelij Sula cursus honorum uredil z zakonom, je bila najnižja možna starost za izvolitev za konzula 41 let.     
V pozni Republiki se je uveljavila praksa, da so konzuli po zaključku svojega enoletnega mandata običajno zasedli donosne položaje prokonzulov, se pravi guvernerjev senatskih provinc. Najbolj priljubljena provinca je bila Cisalpska Galija.

#### Nadomestni konzuli
Če je konzul med svojim službovanjem umrl, pogosto tudi v bitki, ali je bil odstavljen, je comitia centuriata na njegovo mesto do konca mandata imenovala drugega oziroma nadomestnega konzula (consul suffectus).
Ko je cesar Avgust ustanovil principat, je spremenil politično vsebino konzulskega položaja. Odvzel mu je večino vojaških pooblastil, obdržal pa je predsedovanje v senatu z dvema konzuloma, ki sta se vsak mesec menjavala. Zaradi potreb po drugih državnih funkcionarjih, na primer provincijskih guvernerjih, je mnogo konzulov ostopilo že pred iztekom svojega mandata in s tem omogočilo, da jih je do konca mandata zamenjal nadomestni konzul. Zaradi takšne ureditve je približno polovica pretorjev dosegla tudi položaj konzula. Pogosto so zavestno odstopili tudi nadomestni konzuli, da je na njihovo mesto prišel nov nadomestni konzul. Takšna praksa je dosegla svojo skrajnost v času cesarja Komoda, ko je bilo leta 190 imenovanih kar konzulov.
Imenovanje nadomestnih konzulov, ki je bilo do 4. stoletja v pristojnosti cesarja, sta Konstantin I. ali Konstancij II. skupaj z volitvami prenesla na senat in jim obenem priključila tudi druge nižje magistratske položaje (kvestorje in pretorje). Po delitvi cesarstva na dva cesarska dvora in dva ločena senata leta 395 je zahodno cesarstvo še naprej imenovalo vedno bolj razvrednotene nadomestne konzule, na vzhodu pa so takšno prakso očitno opustili.

### Cesarstvo
V zgodnjih letih principata je konzule uradno še vedno volila comitia centuriata, v resnici pa jih je imenoval princeps. Z leti se je razlika med comitio centuriato in comitio tributo, ki je volila nižje magistrske funkcionarje, povsem izgubila. Spremenili  sta se v nepomembno "ljudsko zborovanje", na katerem so volili državne magistrate, medtem ko je imenovanje konzulov ostalo v princepsovi domeni.
V obdobju visokega cesarstva (do 3. stoletja) je bil položaj konzula še vedno zelo pomemben, 
ker je rimska aristokracija samo preko njega lahko napredovala do visokih in donosnih državnih položajev konzulskega legata, prokonzula Afrike in Azije in mestnega prefekta Rima. Omenjeni položaji so bili rezervirani izključno za bivše konzule. In ne nazadnje so možje lahko  dosegli položaj konzula že na sredini svoje kariere, patriciji v zgodnjih tridesetih, večina drugih pa v štiridesetih letih življenja. Cesarji so na konzulske položaje pogosto imenovali kar sebe in svoje varovance in sorodnike ne glede na njihovo starost. Cesar Honorij na primer je bil na položaj konzula imenovan že ob rojstvu, Kasij Dion pa trdi, da je Kaligula na ta položaj nameraval imenovati svojega konja Incitata, vendar so ga pred tem umorili.
Potreba po širšem krogu ljudi, s katerimi bi zapolnili konzulske položaje, je cesarja Avgusta prisilila, da je ponovno uvedel nadomestne konzule in dovolil, da sta bila naenkrat izvoljena več kot dva redna konzula. Med vladanjem  Julijsko-klavdijske dinastije so konzuli, ki so bili na položaju na začetku leta, svoj položaj sredi leta pogosto prepustili nadomestnim konzulom, katere so začeli voliti istočasno z rednimi konzuli. Kasneje so konzuli začeli odstopati že po štirih mesecih službovanja, zato so volitve prestavili na 12. januar tistega leta, ko so še bili na položaju. V tem času so volitve konzulov prenesli v senat, vendar so še vedno sklicevali skupščine, ki so potrjevale izbiro senata.
Bujna rast števila nadomestnih konzulov, ki jo je  povzročil omenjeni postopek, in dodeljevanje teh položajev homines novi, novim ljudem, je njihov položaj sčasoma povsem razvrednotil. Položaj rednega konzula je bil še vedno zelo cenjen, ker je omogočal nadaljnje napredovanje in so ga zato zasedali večinoma patriciji ali osebe s konzulskimi predniki.  Posebno izkušeni ali slavni posamezniki so lahko dosegli tudi dva ali celo tri  konzulske mandate. 
Do konca 3. stoletja se je veliko spremenilo. Izguba mnogih nekdanjih konzulskih pristojnosti in postopno vključevanje vitezov (equites) na tradicionalno konzulske upravne in vojaške položaje so povzročili, da je  senatorska kariera pred imenovanjem za konzula praktično izginila. Položaje nadomestnih konzulov so začeli dodeljevali tudi mlajšim in v 4. stoletju so konzuli postajali že moški v zgodnjih dvajsetih letih ali celo mlajši. V primerjavi s prvima stoletjema so postopoma postajalili mnogo bolj pogosti tudi drugi mandati, ki so bili običajno redni,  medtem ko so bili prvi mandati običajno nadomestni. V tem obdobju konzulstvo tudi ni bilo več samo domena senatorjev. Nadomestno konzulstvo so avtomatsko dodeljevali konjeniškim  pretorijanskim prefektom, ki so po prihodu na položaj prejeli tudi  ornamenta consularia in možnost, da jih cesar kasneje imenuje za redne konzule. Vse to je položaj konzula razvrednotilo do te mere, da so ga v zadnjih letih 3. stoletja včasih izpustili iz cursusa  honorum, nadomestnega konzula pa so v prvih desetletjih 4. stoletja redkokdaj sploh omenili.
Ena od reform Konstantina I. (vladal 306–337) je bila imenovanje enega izmed konzulov za mesto Rimu in drugega Konstantinopel. Ko se je Rimsko cesarstvo po smrti Teodozija I. (vladal 379-395) razdelil na dve polovici, sta cesarja obeh polovic dobila pravico imenovanja enega od konzulov, čeprav se je dogajalo, da je eden od njiju zaradi različnih razlogov imenoval tudi oba. Konzulski položaj, prikrajšan za vsa pooblastila, je še vedno pomenil veliko čast, obenem pa tudi velike stroške, ki jih je samo delno pokrivala država, zato so si ga lahko privoščili samo  najbogatejši. Podeljevanje konzulskih položajev je v 6. stoletju je postalo vedno bolj redko in bilo med vladavino Justinijana I. ukinjeno: na zahodu leta 534 (zadnji konzul je bil Decij Pavlin) in na vzhdu leta 541 (zadnji konzul je bil Anicij Favst Albin Bazilij).  Konzularno datiranje je bilo ukinjeno že leta 537, ko je Justinijan uvedel cesarsko datiranje.  Na vzhodnem dvoru je od cesarja Justina II.  dalje (vladal 565–578) imenovaje konzulov postalo del slavnostne razglastve novega cesarja. Zadnja takšna razglasitev je bila leta 632, ko so za konzula razglasili bodočega cesarja Konstansa II. (vladal 641–668).   Ko je cesar Leon Modri (vladal 886-912) na začetku 9. stoletja z Novelo 94 dokončno odpravil konzularno datiranje, so se grški nazivi konzulov  (hypatos) in bivših konzulov (apo hypaton) pretvorili v razmeroma skromne častne nazive.    V času Nikefora II. Fokasa se je hypastos v dvorni hierarhiji uvrstil na 7. mesto, v času Konstantina IX. Monomaha na 8., v času Izaka I. Komnena na 10., v času Mihaela VII. Dukasa na 11., v času Nikefora III.  na 13.  in v času Alekseja I. Komnena na 26. mesto, potem pa so vse položaje od 20. navzdol odpravili.
Na zahodu je položaj konzula posameznikom občasno podeljeval papež. Leta 719 je naziv rimskega konzula ponudil Karlu Martelu, ki je ponudbo zavrnil. Okoli leta 853 je papež za rimskega konzula imenoval Alfreda Velikega, ki je bil star samo štiri ali pet let.

## Pooblastila in odgovornosti

### Dolžnosti v republiki
Po izgonu kraljev in ustanovitvi Rimske republike so se vsa pooblastila kraljev prenesla na dve državni funkciji: konzula in rexa sacrourum.  Rex sacrorum je nasledil kraljev položaj visokega državnega duhovnika, konzuli pa so prevzeli njegove civilne in vojaške obveznosti (imperium). Da bi preprečili zlorabo pooblastil, sta si imperium delila dva konzula, ki sta se vsak mesec mejnavala in imela pravico do veta na delovanje drugega.
Konzulom so podelili izvršilna državna pooblastila in predsedovanje v vladi Republike. Na začetku so imeli tudi obširna pooblastila v sodstvu. S postopnim razvojem  rimskega pravnega sistema so se nekatere pomembne funkcije konzulov prenesle na druge državne funkcionarje. Leta 443 pr. n. št. se je izvajanje cenzusa preneslo na cenzorje, kasneje pa se je preneslo tudi sodstvo. Njihovo funkcijo  vrhovnega sodnika so leta 366 pr. n. št. prevzeli pretorji in po tem letu so konzuli lahko sodili samo še za izjemna kriminalna dejanja in samo po odloku senata.

#### Civilno področje
Večina konzulskih pooblastil je bila razdeljena na civilno in vojaško področje. Kadar so bili konzuli v mestu Rimu (pomerium), so bili predsedniki vlade in vseh drugih magistratov. Izjema so bili ljudski tribuni, ki so ohranili neodvisnost svojega položaja. Konzuli so nadzirali tudi ves notranji ustroj Republike.  Da bi imeli večjo veljavo pri izvajanju zakonov,  so dobili  pravico do poziva na sodišče in aretacije, katero je omejevala samo pravica do ugovora na njihovo razsodbo. Pravica do kaznovanja je veljala celo za njim podrejene magistrate. 
Konzuli so bili v okviru svoje izvršilne funkcije odgovorni za izvajanje odlokov senata in zakonov, ki so jih sprejele skupščine. V kriznih obdobjih so lahko delovali po lastni presoji in na lastno odgovornost. Bili tudi najvišji diplomati rimske države in vsak odposlanec tuje države se je moral pred obiskom senata najprej sestati s konzulom.  Konzul je nato ambasadorje predstavil v senatu, potem pa so se lahko pogajali brez njegove prisotnosti.   
Konzuli so lahko sklicali senat in predsedovali njegovim sejam, vendar samo en mesec. Sklicali so lahko tudi katero koli od treh rimskih skupščin (comitia curiata,  comitia centuriata in  comitia tributa) in jim predsedovali. Kadar v mestu ni bilo nobenega od obeh konzulov, je njune  posle prevzel pretor mesta Rima (praetor urbanus).
Konzula je na vsakem javnem nastopu spremljalo dvanajst liktorjev, ki so poudarjali mogočnost njegovega položaja in bili istočasno njegova telesni stražarji. Vsak liktor je nosil fasces, snop palic, v katerem je bila zataknjena sekira. Palice so simbolizirale moč, sekira pa moč izrekanja smrtne kazni. Znotraj pomerija so liktorji iz fascesa odstranili sekiro, kar je pomenilo, da smrtne kazni ne morejo izreči brez sojenja. Sekire so odstranili tudi pred vstopom v comitio centuriato, da bi pokazali, da pooblastila konzulov izhajajo iz ljudstva (populus romanus).

#### Vojaško področje
Izven mestnega obzidja so bila pooblastila konzulov mnogo bolj obširna kot v mestu samem, ker  so bili poveljniki vseh rimskih legij. Ko so legije dobile ukaz senata, so konzuli organizirali nabor na Marsovem polju (Campus martius). Vsi vojaki so morali ob vstopu v vojsko konzulom priseči zvestobo.  Konzuli so nadzirali tudi zbiranje vojakov rimskih zaveznikov.
V mestu je lahko konzul kaznoval in aretiral državljana, vendar mu ni mogel izreči smrtne kazni. V vojnem stanju je lahko izrekel kakršno koli kazen vojaku, častniku, državljanu ali zavezniku.
Vsak konzul je običajno poveljeval vojski z močjo dveh legij. Pri tem so mu pomagali vojaški tribuni in kvestor, ki je bil zadolžen tudi za finance. V redkih primerih sta bila na vojnem pohodu oba konzula hkrati. V takšnih primerih sta se pri poveljevanju vsak dan menjavala. Tipična konzulska vojska je bila sestavljena iz dveh rimskih in dveh zavezniških legij in je štela približno 20.000 mož. V prvih letih Republike so bili nasprotniki Rima blizu, zato so pohodi trajali samo nekaj mesecev, s širjenjem države v 2. stoletju pr. n. št. pa so postajali vedno daljši. Rim je bil bojevita družba, zato so bila obdobja miru bolj redka. Senat in rimski državljani so od konzula že ob imenovanju pričakovali, da se bo vojskoval proti nasprotnikom Rima in razširil meje rimske države, njegovi vojaki pa so pričakovali, da se bodo s pohoda vrnili z bogatim plenom. Če je konzul izvojeval odmevno zmago, so ga njegovi vojaki slavili kot imperatorja in od senata pogosto zahtevali, da mu priredi triumfalen sprejem. 
Konzul je vojni pohod vodil po lastni presoji in je imel pri tem neomejena pooblastila. Za morebitne  zlorabe, pretirano zapravljanje državnega denarja ali kakšna druga hudodelstva ga je senat lahko obtožil šele po vojnem pohodu. Eden od obtoženih senatorjev je bil na primer Scipij Afričan, katerega je obtožil Kato starejši leta 205 pr. n. št..

#### Preprečevanje zlorab
Zlorabo pooblastil konzula je preprečevala pravica drugega konzula do veta, s katerim je lahko preprečil sprejem ali izpolnitev katerega koli odloka prvega. Konzula sta morala zato delovati usklajeno ali vsaj ne drug proti drugemu, poleg tega pa sta se na mestu predsedujočega vsak mesec zamenjala.  To seveda ni pomenilo, da je bil drugi konzul v tem času brez pooblastil, ampak je prvemu konzulu omogočalo, da je deloval brez neposrednega vmešavanja drugega. Mesečne menjave so trajale do konca njunega mandata.
Drugi vzvod za nadzor delovanja konzulov je bilo določilo, da bosta morala po preteku mandata  pred senatom  odgovarjati za svoja dejanja na konzulskem položaju.
Pooblastila konzulov so imela še naslednje tri omejitve: mandat je bil kratek, saj je trajal samo eno leto, o njunih nalogah je predhodno odločal senat in po prenehanju mandata nista mogla takoj ponovno kandidirati na konzulski položaj. Pričakovano obdobje med dvema mandatoma je bilo deset let.

#### Guvernerstvo
Po izteku mandata je senat konzule imenoval za guvernerje provinc. Province so se podeljevale z žrebanjem že pred iztekom konzulskega mandata. S prenosom konzulskega imperija na prokonzulski imperij je konzul lahko postal prokonzul in guverner ene ali več rimskih provinc. Prokonzulski imperij je bil omejen samo na določeno provinco in ne na celo Republiko. Izvajanje prokonzulskega imperija v kateri koli drugi provinci je bilo nezakonito. Prokonzul pred iztekom mandata in prihodom svojega naslednika province ni smel zapustiti. Izjeme je dovoljeval samo senat s posebnim odlokom. Mandat guvernerja je trajal od enega do pet let.

#### Imenovanje diktatorja
V kriznih obdobjih, v katerih je bila neposredno ogrožena rimska država, sta lahko konzula na predlog senata in za največ šest mesecev imenovala diktatorja. V tem odobju je bil imperij konzulov podrejen diktatorju.

### Dolžnosti v cesarstvu
Ko je Gaj Avgust Oktavijan z ustanovitvijo principata leta 27 pr. n. št. postal prvi rimski cesar, so konzuli izgubili večino svojih pooblastil in odgovornosti. Uradno so bili še vedno najvišji državni funkcionarji, v resnici pa so bili samo simbol rimske republikanske dediščine. Enega od dveh konzulskih položajev je pogosto zasedel sam cesar, kasneje pa je bil rezerviran izključno zanj.  Konzuli so obdržali pravico do predsedovanja na srečanjih senata, v izrednih primerih so lahko delovali v sodstvu, prirejali igre na hipodromu (Circus Maximus) in druge javne prireditve v čast cesarju, vendar na lastne stroške. Po izteku mandata so kot bivši konzuli ali prokonzuli upravljali eno od senatskih provinc. Njihovo službovanje je po navadi trajalo tri do pet let.

## Konzulsko datiranje
Najvišja magistrata sta bila eponimna: po njiju se je imenovalo leto, v katerem sta bila izvoljena, čeprav je bilo bolj praktično datiranje ab urbe condita, se pravi od mitske ustanovitve mesta Rima. Leto 59 pr. n. št. na primer so Rimljani imenovali  "konzulstvo Cezarja in Bibula", ker sta bila v tem letu na konzulskih položajih Gaj Julij Cezar in Mark Kalpurnij Bibul. Ker je celo leto prevladoval Cezar, so ga v šali imenovali "konzulstvo Julija in Cezarja". 